# Ruth Osburn
Ruth Irene Osburn, ameriška atletinja, * 24. april 1912, Shelbyville, Misuri, ZDA, † 8. januar 1994, Tucson, Arizona, ZDA.
Nastopila je na poletnih olimpijskih igrah leta 1932, kjer je osvojila srebrno medaljo v metu diska.